# 海姆施泰滕湖

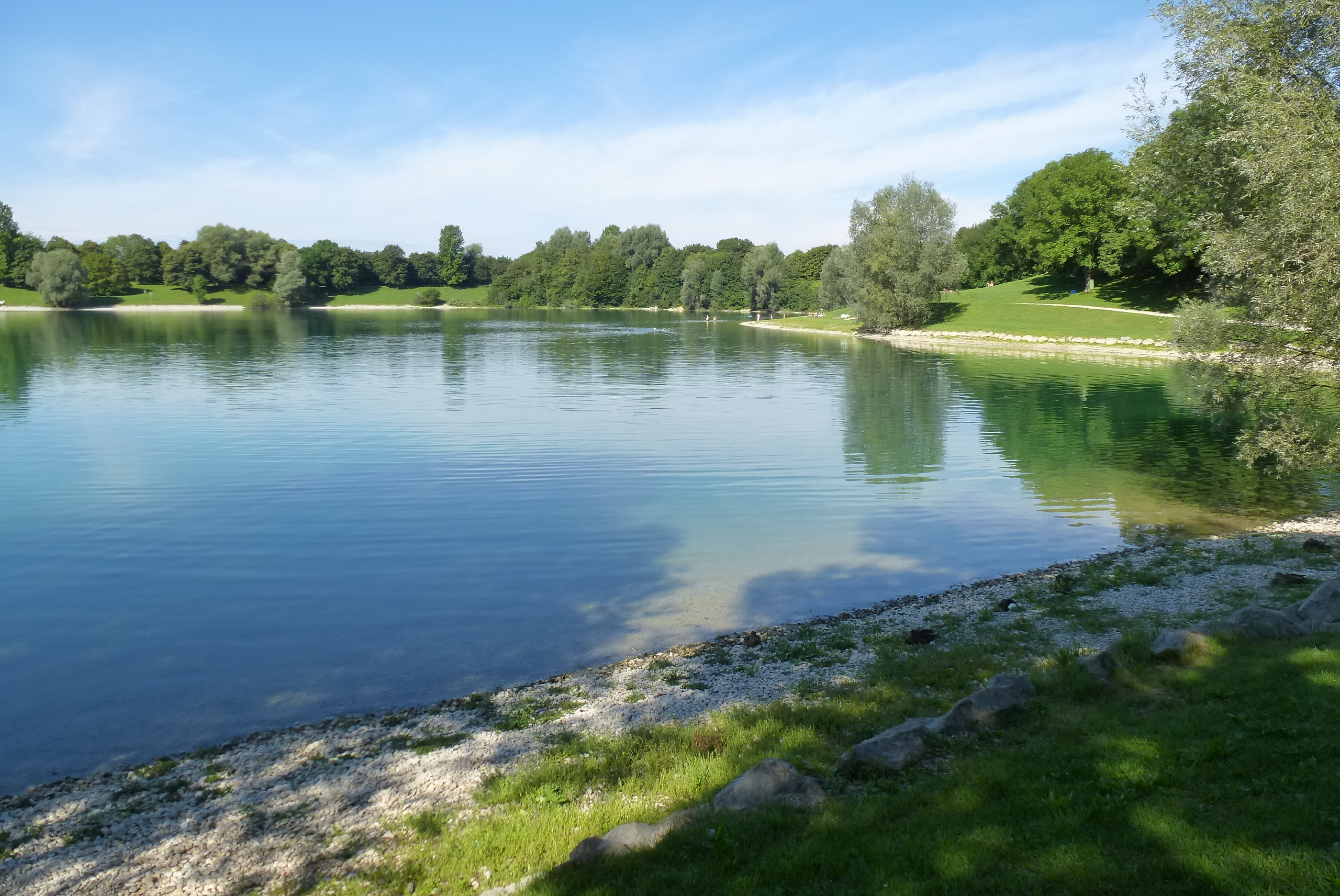

48°9′21″N 11°44′19″E / 48.15583°N 11.73861°E
海姆施泰滕湖（德語：Heimstettener See），是德國的湖泊，位於該國東南部，由巴伐利亞州負責管轄，橫跨慕尼黑附近基希海姆、阿施海姆和費爾德基興，面積0.11平方公里，平均水深4米，最大水深13米，湖岸線長度1.6公里。